# الیت سیستمز
الیت سیستمز (انگلیسی: Elite Systems) یک شرکت توسعه دهنده و ناشر بازی های ویدئویی با ملیت بریتانیایی است، که در سال ۱۹۸۴  با نام نرم‌افزار Richard Wilcox تأسیس شد. این برای تولید تبدیل کامپیوترهای خانگی از بازی های آرکید محبوب شناخته شده است. الیت همچنین مجموعه‌ای از بازی‌ها را با برچسب Hit-Pak و قیمت‌های اقتصادی مجدد در برچسب Encore منتشر کرد. نیل ای. بات ، کریس هاروی ، اندی ویلیامز و استفان لاکلی اولین برنامه نویسان  این شرکت بودند. پل اسمیت و پت میزی مدیریت شرکت را به عهده داشتند و ویلکاکس و استیو ، فروش و بازاریابی را اداره می کرند.
الیت سیستمز مجموعه ای از بازی ها را با برچسب Hit-Pak منتشر کرده است.
تا سال 1986، این شرکت در حال توسعه بسیاری از مجوزهای رایانه خانگی برای ماشین‌های آرکید بود. دفتر مرکزی آنها در آلدریج ردیفی از کابینت های آرکید را برای بازی‌هایی که در حال تبدیل شدن بودند قرار داده بود. سخت افزار آنها هک شده بود تا تیم بتواند بازی ها را برای اطمینان از تبدیل دقیق و مجاز تجزیه و تحلیل کند. سه مورد از تبدیل‌های آنها، Commando، Ghosts 'n Goblins و Paperboy، در میان ده بازی ویدیویی خانگی برتر بریتانیا در سال 1986 بودند.
در جوایز جوی استیک طلایی در سال 1986، Elite جایزه "خانه نرم افزار سال" را توسط مجله Computer and Video Games دریافت کرد و در سال بعد جایزه "بازی سال" را برای Paperboy از صنعت نرم افزار بریتانیا دریافت کرد.

## فهرست بازی های موبایل
- All-new Paperboy - In Development
- Double Dragon II: The Revenge
- R-Type
- Atlantis Quest
- Double Dragon EX
- Paperboy
- Star Warriors
- Alien vs. Predator
- Bomb Jack
- Chuckie Egg

## فهرست بازی های قدیمی
| - 1942 - 3DC - 911TS - A Question of Sport - Ace - Ace 2 - Airwolf - Airwolf 2 - Aquablast - Battleships - Batty - Beyond the Ice Palace - Blue Thunder - Bomb Jack - Bomb Jack II - Buggy Boy - Chain Reaction - Combat Lynx - Commando - Complete Onside Soccer - Deep Strike - Dirt Racer - Dogs of War - Dr. Franken (titled The Adventures of Dr. Franken for the SNES in the United States) | - Dr. Franken II - Dragon's Lair - Dragon's Lair: The Legend - Dukes of Hazzard - European Championship 1992 - The Fall Guy - First Strike - Ford Racing - Frank Bruno's Boxing - Ghosts 'n Goblins - Great Gurianos - Grand National - Grand Touring - Gremlins 2: The New Batch - Harrier Attack - Hoppin' Mad - Ikari Warriors - Joe & Mac - Kokotoni Wilf - Last Battle - Live And Let Die - Mighty Bomb Jack - Mike Read's Computer Pop Quiz - Nintendo Soccer - On The Tiles - Onside Complete Soccer | - Overlander - Paperboy - Passing Shot - Roller Coaster - Scooby-Doo - Space Academy - Space Harrier - Spitfire - Storm Warrior - Strikepoint - Striker (with Rage Software) - Supertrux - Test Drive: Off-Road - The Fidgetts - ThunderCats - Tournament Golf - Virtuoso - Wanderer 3D - World Championship Soccer - World Cup Striker |